# ロロフィリン
ロロフィリン(Rolofylline)は、利尿薬として開発されていた薬品で、アデノシンA1受容体の選択的アゴニストである。2007年にメルク・アンド・カンパニーに買収されたノヴァカルディアによって開発された。
ロロフィリンの開発は、急性心不全の患者への大規模な治験で偽薬以上の効果が見られない結果が出た後の2009年9月1日に中止された。呼吸困難は多少改善されたが、腎臓損傷や全体の治療についてはほとんど効果がなかった。またロロフィリンは、発作や脳梗塞の発生数を増加させた。